# Sigismondo III d'Este
Sigismondo III d'Este (1647 – Parma, 28 agosto 1732), figlio di Filippo II Francesco d'Este e di Margherita di Savoia, fu Principe del Sacro Romano Impero. 4º Marchese di Lanzo con Bonzo, Groscavallo e Forno. 4º Marchese di San Martino in Rio, 6º Conte di Corteolona, Signore di Campogalliano, Castellarano.

## Biografia
Sigismondo era figlio del marchese Filippo II Francesco d'Este e di Margherita di Savoia, figlia legittimata del duca di Savoia, Carlo Emanuele I.
Nel 1653, alla morte del padre, a soli sei anni, ereditò i titoli e il feudo, sotto la reggenza della madre.
Il 18 novembre 1671 sposò a Torino, Maria Teresa Grimaldi, figlia di Ercole Grimaldi, principe ereditario del Principato di Monaco e Aurelia Spinola dei Principi di Molfetta.
In qualità di rappresentante della Casa d'Este presso la corte asburgica, nel febbraio del 1695 accompagnò il duca Rinaldo d'Este a Vienna ad ottenere l'investitura del Ducato di Modena e Reggio, dall'Imperatore del Sacro Romano Impero, Leopoldo I d'Asburgo.
Il 28 novembre 1695, nella "gran Sala del Palazzo Ducale" di Hannover, rappresentò il duca Rinaldo d'Este nella cerimonia nuziale con Carlotta Felicita di Brunswick-Lüneburg, avendo già in precedenza svolto ruolo di rappresentanza, nel chiedere la mano della principessa al duca Ernesto Augusto di Brunswick-Lüneburg, suo zio.
Il 20 luglio 1723 moriva a San Martino in Rio la moglie Maria Teresa Grimaldi e ivi tumulata nella tomba di famiglia della Collegiata dei Santi Martino e Venerio.
Nel 1727 Sigismondo trattò e ottenne dal figlio primogenito, Francesco Filippo, gravemente disturbato e compromesso dalla vita scorretta, la sua rinuncia nei diritti dinastici in favore dell'altro figlio maschio sopravvissuto, Carlo Filiberto II d'Este.
Morì a Parma il 28 agosto 1732 colto da un malore; venne tumulato nella Chiesa dei Padri Cappuccini di San Martino in Rio.

## Discendenza
Sposò Maria Teresa Grimaldi, figlia di Ercole Grimaldi. Dal matrimonio nacquero:
- Francesco Filippo (1673 - 1723), detto il marchese di San Giuliano;
- Matilde Aurelia Maria (1674 - 1732), sposò Camillo III Gonzaga, 10º conte di Novellara e Bagnolo;
- Maria Anna Margherita (1675 - ?), Monaca Angelica nel Monastero di San Paolo di Milano;
- Contardo (1676 - 1680), principe di Modena e Reggio;
- Carlo Filiberto (1678 - 1752), 5º Marchese di San Martino in Rio, 7º Conte di Corteolona, Signore di Campogalliano, Castellarano. Signore del Vicariato di Belgioioso;
- Alfonso (1680 - 1686), principe di Modena e Reggio;
- Aurelia (1682 - 1719), sposò Francesco Gambacorta, 4º Duca di Limatola.

## Ascendenza
|                                                             |                                        |                              | Genitori                                      |  |  | Nonni |  |  | Bisnonni                                       |  |  | Trisnonni                                            |  |
|                                                             |                                        |                              |                                               |  |  |       |  |  | 8. Filippo I d'Este, I marchese di San Martino |  |  | 16. Sigismondo II d'Este, III signore di San Martino |  |
|                                                             |                                        |                              |                                               |  |  |       |  |  | 8. Filippo I d'Este, I marchese di San Martino |  |  | 16. Sigismondo II d'Este, III signore di San Martino |  |
|                                                             |                                        | 17. Giustina Trivulzio       |                                               |  |  |       |  |  | 8. Filippo I d'Este, I marchese di San Martino |  |  |                                                      |  |
| 4. Sigismondo d'Este, II marchese di San Martino            |                                        |                              |                                               |  |  |       |  |  | 8. Filippo I d'Este, I marchese di San Martino |  |  |                                                      |  |
|                                                             |                                        | 9. Maria di Savoia           | 18. Emanuele Filiberto, duca di Savoia (= 12) |  |  |       |  |  |                                                |  |  |                                                      |  |
|                                                             |                                        | 9. Maria di Savoia           | 18. Emanuele Filiberto, duca di Savoia (= 12) |  |  |       |  |  |                                                |  |  |                                                      |  |
|                                                             |                                        | 9. Maria di Savoia           | 19. Laura Crevola                             |  |  |       |  |  |                                                |  |  |                                                      |  |
| 2. Filippo II Francesco d'Este, III marchese di San Martino |                                        | 9. Maria di Savoia           |                                               |  |  |       |  |  |                                                |  |  |                                                      |  |
|                                                             |                                        | …                            | …                                             |  |  |       |  |  |                                                |  |  |                                                      |  |
|                                                             |                                        | …                            | …                                             |  |  |       |  |  |                                                |  |  |                                                      |  |
|                                                             |                                        | …                            | …                                             |  |  |       |  |  |                                                |  |  |                                                      |  |
| 5. Françoise Charledes d'Antel d'Hôtel                      |                                        | …                            |                                               |  |  |       |  |  |                                                |  |  |                                                      |  |
|                                                             |                                        | …                            | …                                             |  |  |       |  |  |                                                |  |  |                                                      |  |
|                                                             |                                        | …                            | …                                             |  |  |       |  |  |                                                |  |  |                                                      |  |
|                                                             |                                        | …                            | …                                             |  |  |       |  |  |                                                |  |  |                                                      |  |
| 1. Sigismondo III d'Este, IV marchese di San Martino        |                                        | …                            |                                               |  |  |       |  |  |                                                |  |  |                                                      |  |
|                                                             | 12. Emanuele Filiberto, duca di Savoia | 24. Carlo II, duca di Savoia |                                               |  |  |       |  |  |                                                |  |  |                                                      |  |
|                                                             | 12. Emanuele Filiberto, duca di Savoia | 24. Carlo II, duca di Savoia |                                               |  |  |       |  |  |                                                |  |  |                                                      |  |
|                                                             | 12. Emanuele Filiberto, duca di Savoia | 25. Beatriz de Portugal      |                                               |  |  |       |  |  |                                                |  |  |                                                      |  |
| 6. Carlo Emanuele I, duca di Savoia                         | 12. Emanuele Filiberto, duca di Savoia |                              |                                               |  |  |       |  |  |                                                |  |  |                                                      |  |
|                                                             |                                        | 13. Marguerite de France     | 26. François I, re di Francia                 |  |  |       |  |  |                                                |  |  |                                                      |  |
|                                                             |                                        | 13. Marguerite de France     | 26. François I, re di Francia                 |  |  |       |  |  |                                                |  |  |                                                      |  |
|                                                             |                                        | 13. Marguerite de France     | 27. Claude de France                          |  |  |       |  |  |                                                |  |  |                                                      |  |
| 3. Margherita di Savoia                                     |                                        | 13. Marguerite de France     |                                               |  |  |       |  |  |                                                |  |  |                                                      |  |
|                                                             |                                        | …                            | …                                             |  |  |       |  |  |                                                |  |  |                                                      |  |
|                                                             |                                        | …                            | …                                             |  |  |       |  |  |                                                |  |  |                                                      |  |
|                                                             |                                        | …                            | …                                             |  |  |       |  |  |                                                |  |  |                                                      |  |
| 7. Margherita de Roussilon, marchesa di Riva                |                                        | …                            |                                               |  |  |       |  |  |                                                |  |  |                                                      |  |
|                                                             |                                        | …                            | …                                             |  |  |       |  |  |                                                |  |  |                                                      |  |
|                                                             |                                        | …                            | …                                             |  |  |       |  |  |                                                |  |  |                                                      |  |
|                                                             |                                        | …                            | …                                             |  |  |       |  |  |                                                |  |  |                                                      |  |
|                                                             |                                        | …                            |                                               |  |  |       |  |  |                                                |  |  |                                                      |  |